# 원통 (연호)
원통(元統, 1333년 10월 ~ 1335년 11월)은 원나라 혜종(惠宗) 토곤테무르 우카가투 칸의 첫번째 연호이다. 2년 1개월 가량 사용하였다.

## 개원
- 지순(至順) 4년 10월 8일[1](율리우스력 1333년 11월 15일)에 연호를 원통(元統)으로 개원함.[2][3][4][5]

- 원통(元統) 3년 11월 23일[6](율리우스력 1335년 12월 8일)에 연호를 지원(至元)으로 개원함.[2][3][4][5]

## 연대 대조표
| 원통 | 서기(西紀) | 간지(干支) |
| 원년 | 1333년     | 계유(癸酉) |
| 2년  | 1334년     | 갑술(甲戌) |
| 3년  | 1335년     | 을해(乙亥) |

## 동시대 연호

### 베트남
- 카이흐우(開佑) (1329년 ~ 1341년)

### 일본
다이카쿠지 계통(大覺寺統)
- 겐코(元弘) (1331년 ~ 1334년)

지묘인 계통(持明院統)
- 쇼쿄(正慶) (1332년 ~ 1333년)

겐무 신정(建武新政)
- 겐무(建武) (1334년 ~ 1338년)

## 같이 보기
- 중국의 연호